# Veronica dissecta
Veronica dissecta är en grobladsväxtart. Veronica dissecta ingår i släktet veronikor, och familjen grobladsväxter.

## Underarter
Arten delas in i följande underarter:
- V. d. dissecta
- V. d. lanuginosa